# Petite Saône
La Petite Saône est une partie navigable parfois canalisée de la rivière Saône dans l’Est de la France sur une longueur de 159 km. La petite Saône se situe au milieu des trois sections de la Saône entre la Haute Saône ou Saône Supérieure en amont et la Grande Saône en aval. Elle prend le relais de la rivière Haute Saône à Corre dans le département du même nom et devient la Grande Saône en aval de Saint-Jean-de-Losne à Verdun-Ciel en Saône-et-Loire.

## Origine
Jusqu’à la fin du XIXe siècle, la partie navigable allait de Gray en Haute-Saône à Saint-Jean-de-Losne en Côte-d'Or. De nombreux aménagements sur cette voie fluviale au cours du XIXe ont permis la navigation des chalands et bateaux à vapeur,.
Puis les aménagements de la section de Corre à Gray ont permis la navigabilité sur la totalité de l'actuelle Petite Saône de Corre à Saint-Jean-de-Losne.

### Navigation de plaisance
La Petite Saône, à petit débit et régulée avec ses 19 écluses, est propice aux plaisanciers,. C'est la deuxième voie d'eau française en fréquentation plaisancière.
La Petite Saône relie l'Europe du Nord à la Méditerranée, les plaisanciers sont de toutes nationalités française, suisse, allemande, néerlandaise et anglaise.

### Fret
Le fret de bateaux pouvant charger jusqu'à 400 tonnes est minime.

## Écluses et localités traversées[11]
- Corre est au carrefour des voies fluviales de l'Europe du Nord, de l'Ouest, de l'Est et du Sud. Elle est au confluent de la Saône, le Côney et des canaux de la Meuse et des Vosges[12].
- Jussey au confluent de la Petite Saône et de l'Amance[13].
- Baulay la voie romaine Besançon-Charmes-sur-Moselle y enjambait la Saône[14].
- Fouchécourt sémantiquement au bord de la Saône qui s'y partage[15].
- Conflandey confluent de la Lanterne et écluse automatisée sur la Petite Saône[16].
- Port-sur-Saône écluse automatisée sur la Petite Saône[17].
- Chemilly l'écluse la moins haute de la Petite Saône[18].
- Scey-sur-Saône-et-Saint-Albin écluse et ouvrage d'art du tunnel-canal de Saint-Albin[19].
- Soing-Cubry-Charentenay écluse automatisée[20].
- Ray-sur-Saône château surplombant la petite Saône[21].
- Savoyeux écluse automatisée et ouvrage d'art du tunnel fluvial de Savoyeux[22].
- Rigny écluse automatisée[23].
- Gray la Petite Saône s'y élargit avec une écluse automatisée, deux ports et activités nautiques de loisir[24]. Gray est le siège de la subdivision de l'organisme de gestion VNF Voies navigables de France[25]. Les deux barrages à aiguille situés à côté de l'écluse ont été remplacés au XXIe siècle par des clapets automatiques, avec une échelle à poissons.
- Mantoche écluse-barrage[26].
- Apremont dernière localité franc-comtoise de la Petite Saône, inauguration en 2015 du nouveau barrage d'Apremont et sa passe à poissons[27].
- Heuilley-sur-Saône première localité de la Côte-d'Or, à la confluence de la petite Saône de l'Ognon et de la Vingeanne [18]
- Pontailler-sur-Saône croisement du canal entre Champagne et Bourgogne[28] avec la Petite Saône, confluent en aval avec la Bèze.
- Auxonne écluse, à partir d'Auxonne la Petite Saône est plus adaptée au grand gabarit[29].
- Saint-Jean-de-Losne à la confluence de la Petite Saône et les rivières Tille et Ouche, fin du canal de Bourgogne[30].

## Galerie au fil de la Petite Saône

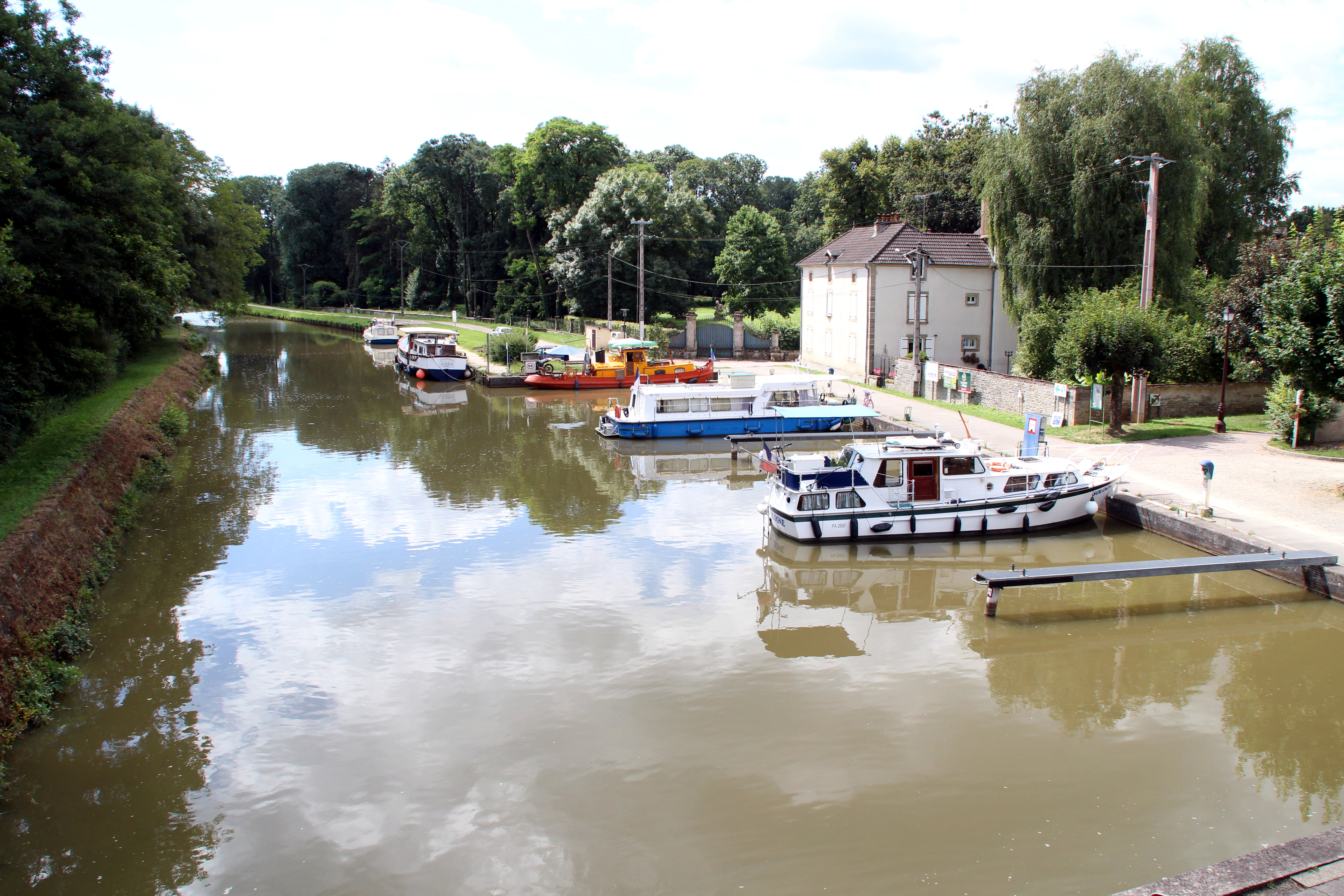
Port de plaisance de Corre en 2013.
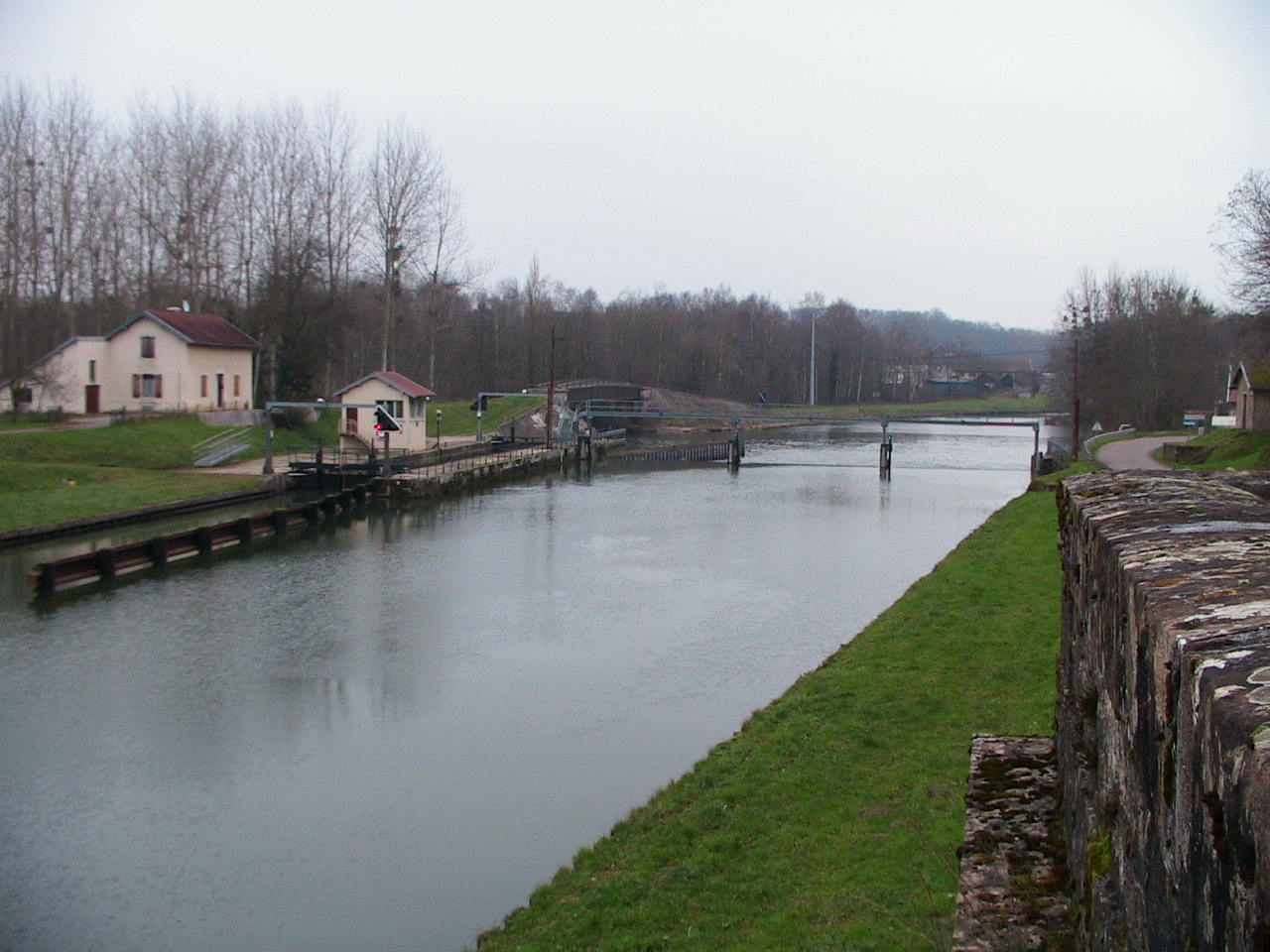
Écluse à Conflandey.
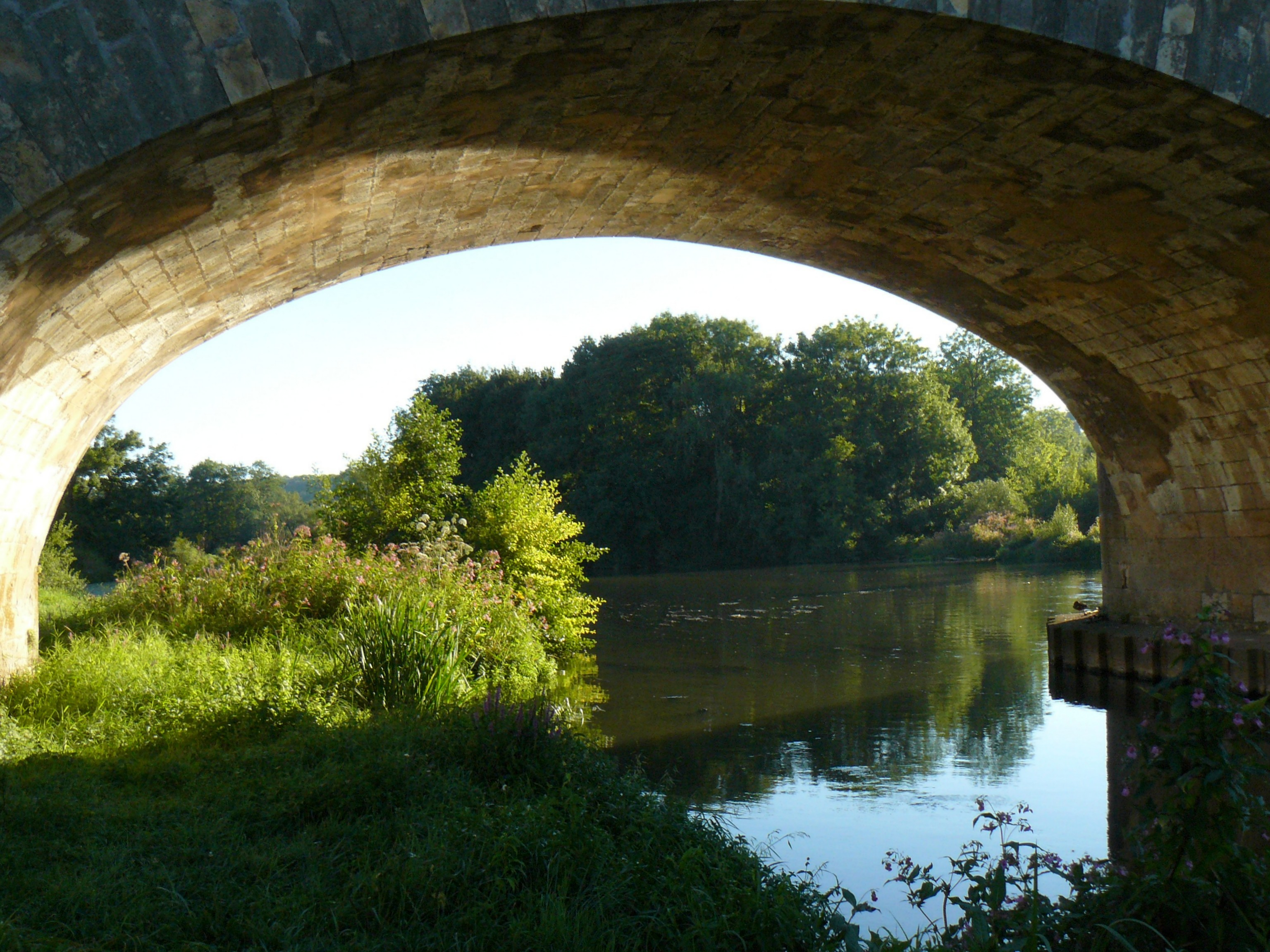
Port-sur-Saône.
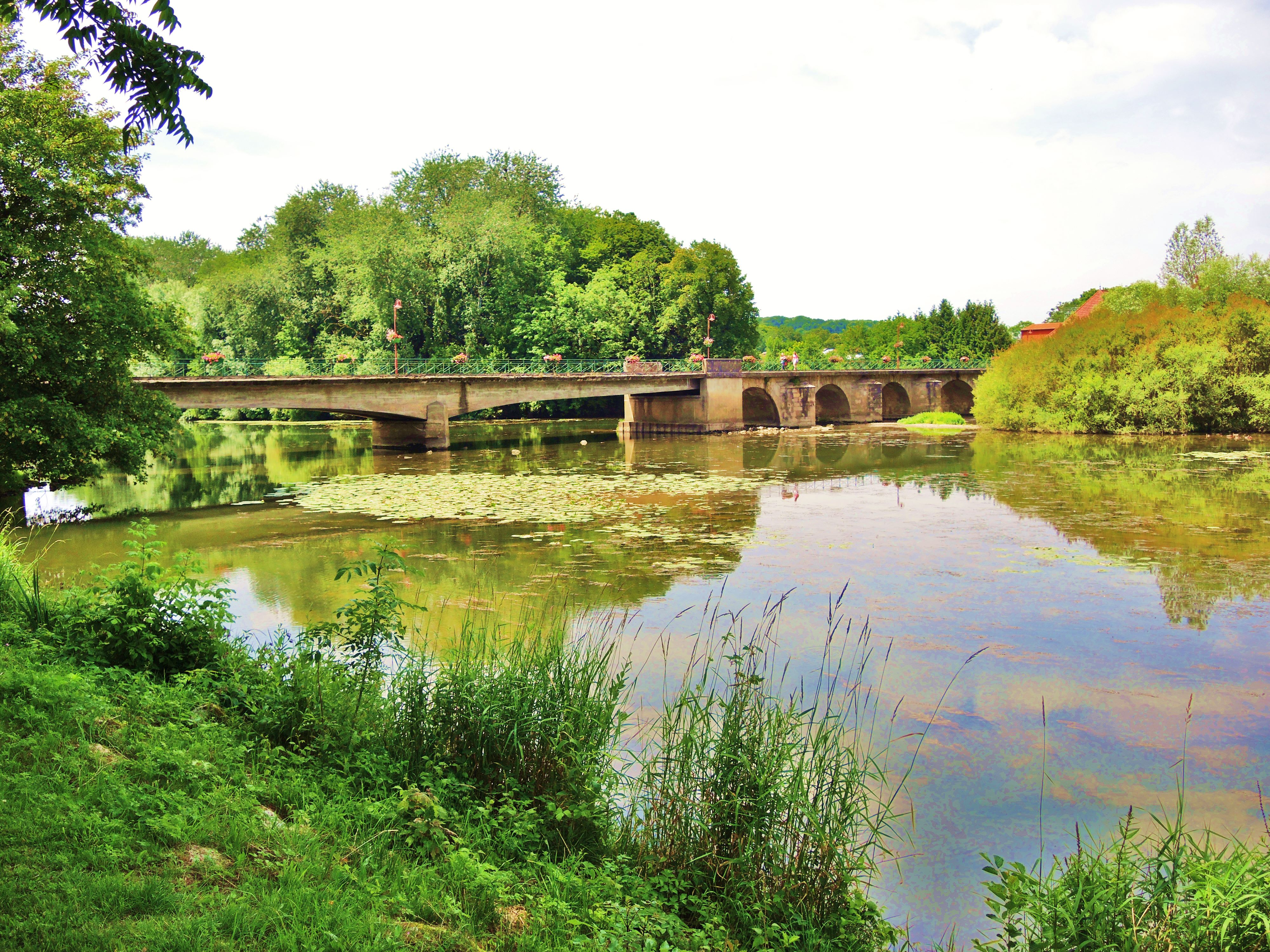
Le grand pont de Scey.
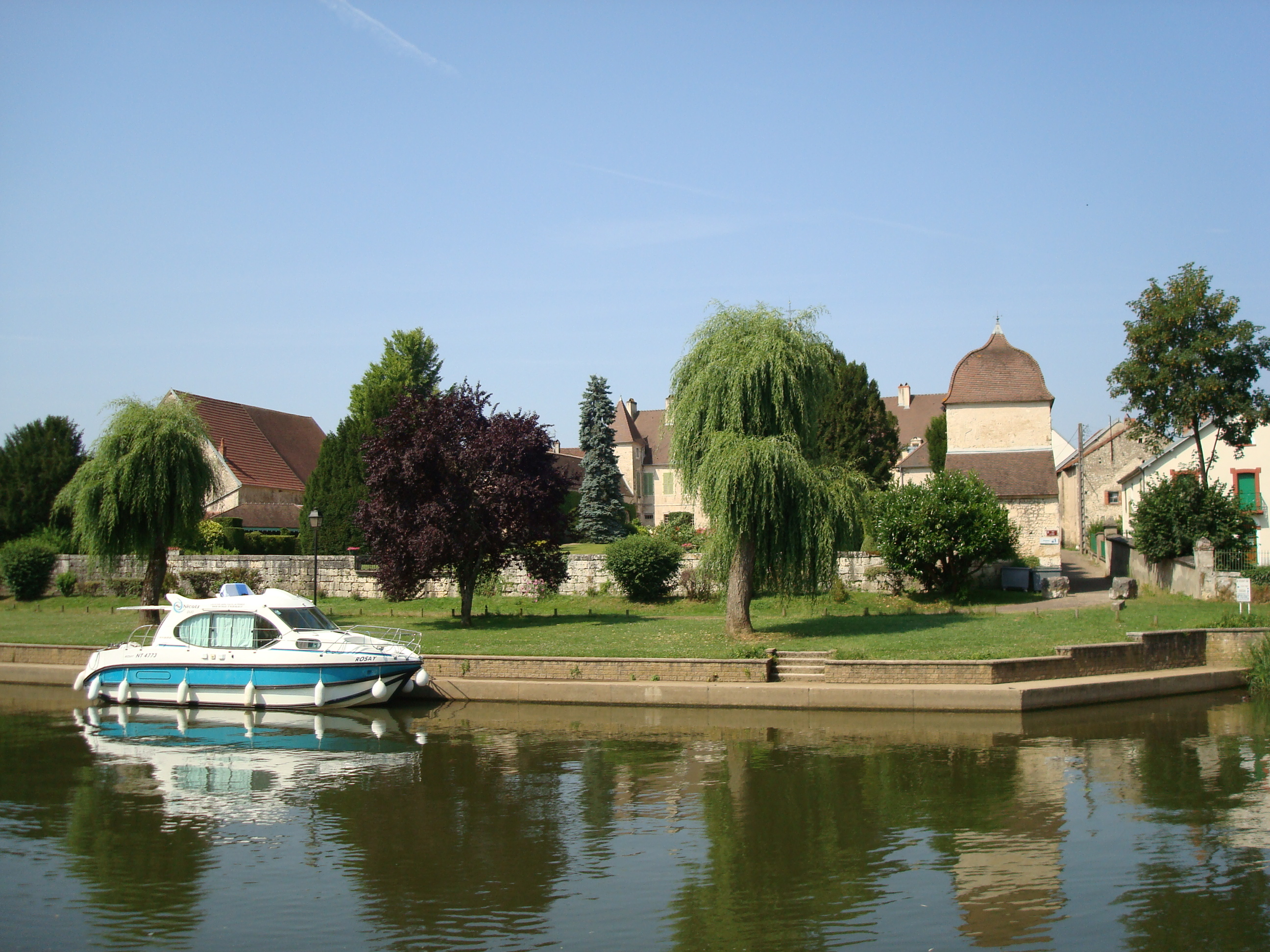
Mantoche.
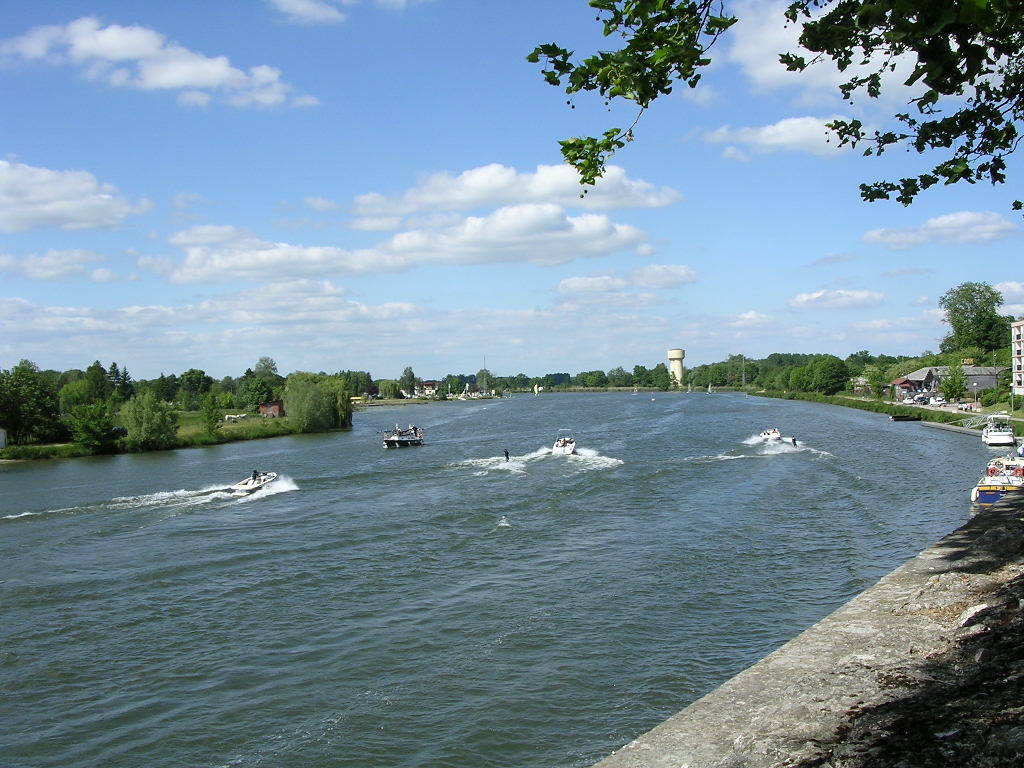
Auxonne ski nautique sur la Saône.
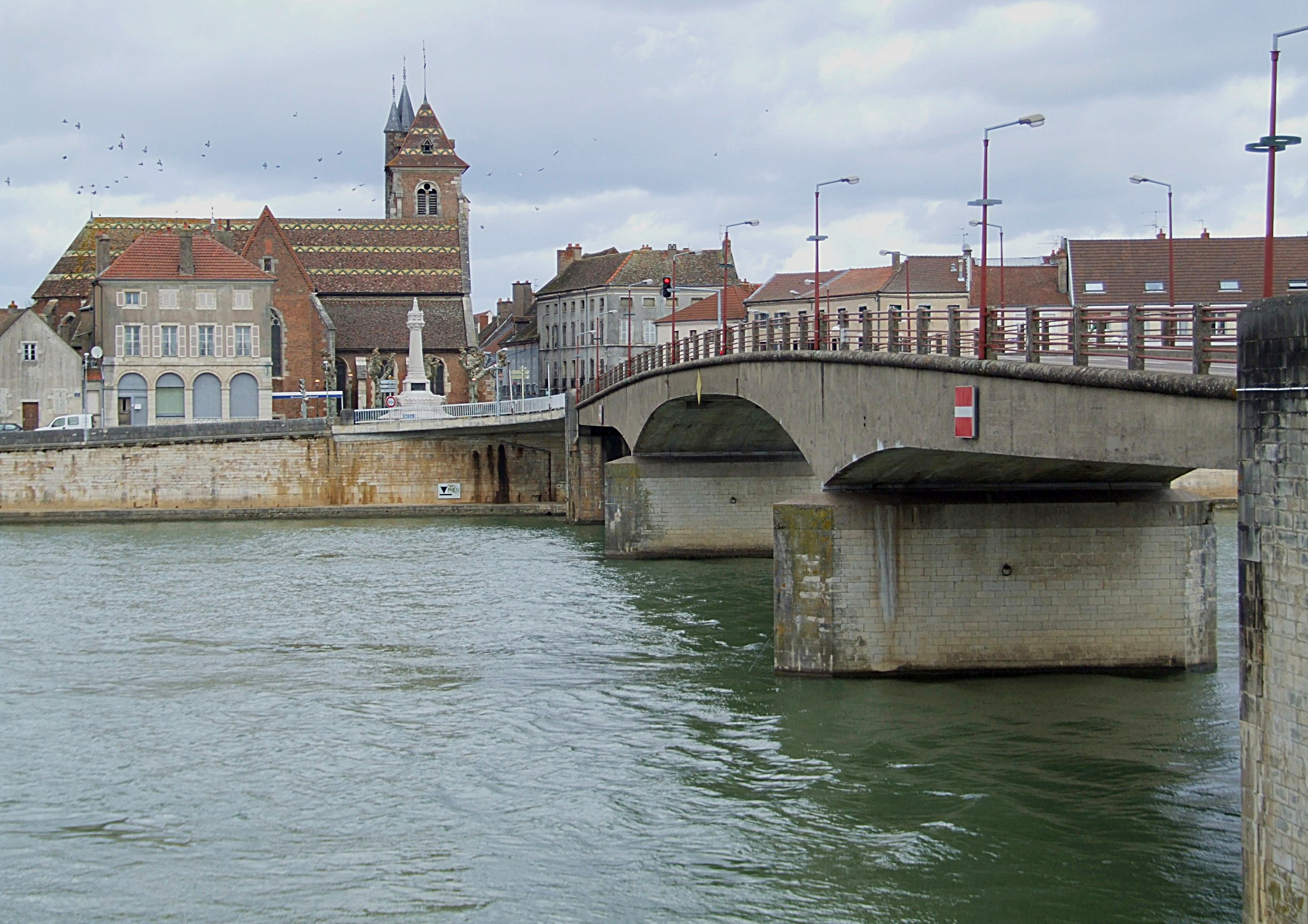
Saint-Jean-de-Losne.